# Resolutie 1007 Veiligheidsraad Verenigde Naties
Resolutie 1007 van de Veiligheidsraad van de Verenigde Naties werd unaniem aangenomen op 31 juli 1995. De resolutie verlengde de UNMIH-vredesmacht in Haïti met zeven maanden.

## Achtergrond
Na decennia onder dictatoriaal bewind won Jean-Bertrand Aristide in december 1990 de verkiezingen in Haïti. In september 1991 werd hij met een staatsgreep verdreven. Nieuwe verkiezingen werden door de internationale gemeenschap afgeblokt waarna het land in de chaos verzonk. Na Amerikaanse bemiddeling werd Aristide in 1994 in functie hersteld.

## Inhoud

### Waarnemingen
De Veiligheidsraad steunde de rol van UNMIH in het bijstaan van de overheid van Haïti om een veilige en stabiele omgeving te bewaren. Het was cruciaal dat in dat land vrije en eerlijke presidentsverkiezingen plaatsgrepen. Ook werden de inspanningen om een politiemacht op te richten, waarin UNMIH een belangrijke rol speelde, geprezen. De uitvoering van UNMIH's mandaat werd op de voet gevolgd.

### Handelingen
UNMIH en de burgermissie MICIVIH werden bedankt voor hun hulp bij de vreedzaam verlopen gemeenteraads- en parlementsverkiezingen van 25 juni. Doch was er ernstige bezorgdheid over onregelmatigheden. Dergelijke problemen mochten in het vervolg niet meer voorkomen. Ook werden de inspanning van president Jean-Bertrand Aristide voor verzoening verwelkomd. Het belang van een functionerende politie werd benadrukt. De Veiligheidsraad besloot UNMIH's mandaat te verlengen met zeven maanden. Tegen dan moest er een nieuwe regering zijn en kon de missie worden beëindigd. Landen en internationale instellingen werden opgeroepen Haïti te blijven steunen. Secretaris-generaal Boutros Boutros-Ghali werd gevraagd halverwege het nieuwe mandaat te rapporteren over de voltooiing ervan.

## Verwante resoluties
- Resolutie 964 Veiligheidsraad Verenigde Naties
- Resolutie 975 Veiligheidsraad Verenigde Naties
- Resolutie 1048 Veiligheidsraad Verenigde Naties (1996)
- Resolutie 1063 Veiligheidsraad Verenigde Naties (1996)

Lijst ·  970 ·  971 ·  972 ·  973 ·  974 ·  975 ·  976 ·  977 ·  978 ·  979 ·  980 ·  981 ·  982 ·  983 ·  984 ·  985 ·  986 ·  987 ·  988 ·  989 ·  990 ·  991 ·  992 ·  993 ·  994 ·  995 ·  996 ·  997 ·  998 ·  999 ·  1000 ·  1001 ·  1002 ·  1003 ·  1004 ·  1005 ·  1006 ·  1007 ·  1008 ·  1009 ·  1010 ·  1011 ·  1012 ·  1013 ·  1014 ·  1015 ·  1016 ·  1017 ·  1018 ·  1019 ·  1020 ·  1021 ·  1022 ·  1023 ·  1024 ·  1025 ·  1026 ·  1027 ·  1028 ·  1029 ·  1030 ·  1031 ·  1032 ·  1033 ·  1034 ·  1035